# Félix Anglès
 (Janvier 2016).
Pour les articles homonymes, voir Anglès (homonymie).
Eugène Félix Anglès, dit Félix Anglès, est un homme politique du département du Var, né le 24 octobre 1838 à Draguignan (Var) et mort le 7 décembre 1897 à Paris 6e.

## Avocat
Après avoir terminé ses études de droit à Aix-en-Provence, Félix Anglès s'inscrit au barreau de Draguignan.
Il est élu bâtonnier de l'ordre, et exerce à titre surnuméraire la fonction de juge suppléant.
Républicain ardent, il lutte moralement contre l'Empire, et se présente en 1870, à l'âge de 32 ans, comme candidat d'opposition au conseil municipal de Draguignan. Il y est élu, puis élevé à la fonction de maire.

## Maire, conseiller général et journaliste
Il est maire de Draguignan de 1870 à 1874.
En 1871, il est élu conseiller général et représente le canton de Draguignan au conseil général du Var pendant 20 ans, jusqu'en 1891. 
Le 24 mai 1873, il s'oppose au gouvernement de l'ordre moral présidé par Albert de Broglie. Par rétorsion, ce gouvernement, très à droite, ordonne au préfet du Var de destituer F. Anglès de sa fonction de maire, ce qui sera fait le 16 février 1874. Il sera remplacé d'abord par Claude Lombard, puis par Emmanuel Poulle. 
Pour se consacrer plus utilement à la diffusion de ses convictions républicaines, il devient en 1885 directeur et rédacteur en chef du journal « La Justice du Var ».

## Sénateur du Var
Il se présente aux élections sénatoriales du 4 janvier 1891 et bat le sénateur sortant Ferrouillat. Il démissionne alors de son mandat de conseiller général.
Il représente la circonscription de Draguignan au Sénat de 1891 à 1897.  Il ne s'inscrit à aucun des groupes politiques de la Haute assemblée, mais la plupart de ses votes l'apparentent aux républicains radicaux.
Membre de la Commission des chemins de fer en 1892, de la marine en 1894, de l'armée en 1896, il participe fréquemment aux débats.
Une question le préoccupe entre toutes : celle de la Compagnie des chemins de fer du Sud, qui intéressait tout particulièrement son département et dans laquelle il intervient à différentes reprises en juin-juillet 1895.
Il soutient le ministère Léon Bourgeois et lorsque Méline lui succède en avril 1896, Anglès dépose une demande de révision de la Constitution (cette demande n'obtient d'ailleurs aucun succès).
S'étant efforcé pendant plusieurs années de sa vie parlementaire d'obtenir le règlement d'un conflit aigu entre le département du Var et la Compagnie des chemins de fer du Sud, au moment même où il venait d'aboutir à une heureuse transaction, la mort met fin à son mandat.
Son éloge funèbre est prononcé par le Président du sénat Émile Loubet lors de la séance du 7 décembre 1897.

## Hommage posthume
Un square en centre-ville de Draguignan, en face de la sous-préfecture, a été baptisé de son nom (« Jardin Anglès »).

### Sources
- « Félix Anglès », dans le Dictionnaire des parlementaires français (1889-1940), sous la direction de Jean Jolly, PUF, 1960 [détail de l’édition]
- Raymond Boyer, Pierre Gayrard, Régis Fabre,Draguignan, 2000 ans d'histoire, éditions de l'Aube, 2001  (ISBN 2876786176).
- Raoul Bérenguier, « Draguignan : ses personnalités, ses rues », 1990, éditions Riccobono.